# 藤原定子
藤原 定子（ふじわら の さだこ/ていし、976年（貞元1年）- 1001年1月13日（長保2年12月16日））は、日本の第66代天皇・一条天皇の皇后（号は中宮、のち皇后宮）。脩子内親王・敦康親王・媄子内親王の生母。通称は一条院皇后宮。

## 系譜
関白内大臣正二位・藤原道隆の長女、母は式部大輔・高階成忠の女・正三位・貴子。正二位内大臣・伊周は同母兄、正二位中納言・隆家は同母弟。

## 生涯
永祚元年（989年）父方の祖父である摂政・藤原兼家の腰結いで着裳、その時はじめて記録に登場する。正暦元年1月25日（990年2月23日）、数え15歳の春に、4歳年下の一条天皇に入内し、まもなく従四位下に叙せられ、ついで2月11日には女御となる。局は登華殿（一説に梅壺、または両方とも）。
5月（6月か7月）に、父・道隆は祖父・兼家の亡き後を継いで摂政・藤氏長者に就任しており、道隆一族（中関白家）は栄華を謳歌することとなった。
10月5日（10月26日）、皇后に冊立され「中宮」を号した。なお、定子は一条天皇の皇后として「中宮」を称したのであり、立后の詔にも「皇后」と明記された。当時、律令が定める「三后」のうち、太皇太后は3代前の冷泉天皇の嫡妻・昌子内親王、皇太后は当代の一条天皇の生母・藤原詮子、中宮は2代前の円融天皇の嫡妻・藤原遵子であった。定子の立后は無理なはずだが、道隆はその中に割り込んで定子を立后させるために「中宮」の称号を皇后から分離させ定子の立后を謀り、また遵子に付属した「中宮職」を改めて「皇后宮職」とし、「中宮職」を定子に付属して前代未聞の「四后並立」を現出させ「往古不聞事」である（両漢の間）皇后四人の例を作り出して世人の反感を招いた。
また、道隆は弟の藤原道長を中宮大夫に命じて定子を補佐させようとしたが、道長は父の喪中を理由に立后の儀式を欠席している。世の人々は道長の態度を気丈な事であると賞賛した。のちに道長が「皇后」と「中宮」の区別により「一帝二后」を現出したが、その原型を作ったのが道隆であった。
正暦4年頃（994年頃）から定子の死去まで彼女に仕えた女房・清少納言が著した随筆『枕草子』は、彼女の外面的・人格的な類なき魅力を記しているが、事実と照合して創作点が多いと見られる。だが定子と清少納言との主従関係は、御堂流摂関家寄りの視点を貫く『古今著聞集』に引かれる「香炉峰の雪」の逸話でも明らかな通り、のちの時代では長く君臣一致の理想的な有り方とされて来たのである。
夫・一条天皇とは、父・道隆が定子以外の入内を許さず最初は定子の独擅場であったが、道隆が没すると他の娘も入内し、承香殿女御・藤原元子や弘徽殿女御・藤原義子が寵愛を受け（『栄花物語』『詞花和歌集』）、一条天皇は定子以外の后妃とも仲は良好で、機知を愛し風雅を重んじる一条朝の宮廷の風潮が見られたが、その中でも特に一条天皇は定子と仲が良かった風を平安の資料は伝えている。
長徳元年4月10日（995年5月12日）、関白であった道隆が、ついで叔父・藤原道兼が急死すると、その弟・道長と定子の兄・藤原伊周が権力を争う。伊周は道長を呪詛し、その弟・藤原隆家の従者が道長の随身を殺害するなど、中関白家は荒れていった。
翌長徳2年（996年）正月には伊周・隆家らが花山法皇奉射事件を起こす（長徳の変）。当時懐妊中の定子は内裏を退出し二条宮に移ったが、その時ほとんどの公卿は供奉の行列に参加しなかった。二条宮では、4月24日に左遷の命を受けても病気だと偽り一向に出発しない伊周と隆家を匿う。ついに一条天皇より強制捜査の宣旨が下り、5月1日、二条宮を検非違使が捜査。隆家は捕らえられ、伊周は他出していたが戻ってきて従う。この日、定子は発作的に自ら鋏を取って髪を切り、落飾したと見なされた。伊周が筑紫に、隆家が出雲に流罪されていた折に送ったという「煙のなみ雲のなみのたちへたて　会ひ見むことのかたくもあるかな」（『続古今集』）の歌を詠んだのも同じころらしい。
同年夏に二条宮が全焼し、10月には母・貴子も没するなどの不幸が相続く中、定子は長徳2年12月16日（997年1月27日）、第一子・脩子内親王を出産した。出産予定が大幅に遅れ、世人は「懐妊十二月」と噂した。
その後、長徳3年（998年）4月になって伊周らの罪は赦され、また一条天皇は誕生した第一皇女・脩子内親王との対面を望み、周囲の反対を押し退け、同年6月、再び定子を宮中に迎え入れた。これについて『栄花物語』は天皇の心情を体した東三条院や道長の勧めがあったとし、また高二位（高階成忠、中宮外祖父）が吉夢（皇子誕生の夢）を見たとしてためらう定子をせきたてたという。中宮の御所は清涼殿からほど遠い中宮職の御曹司（職の御曹司）と決められたが、そこは「内裏の外、大内裏の内」という厳密には「後宮」といえない処に位置し、その上母屋に鬼がいたという不気味な建物で、中宮職の庁舎ではあっても、后妃の御所に宛てられることはなかった。定子の中途半端な境遇が窺える。また入内の当日、一条天皇は他所へ行幸し、夜中に還幸している。そこにも朝野の視線を定子入内から逸らそうとする苦心が見える。『栄花物語』に拠れば、職の御曹司では遠すぎるからと、一条天皇の配慮により近くに別殿が準備され、天皇自ら夜遅く通い、夜明け前に帰るという思いの深さであった。しかし、天皇が定子を内裏の中へ正式に入れず、人目を避けて密かに通わざるを得なかったことには、出家後の后の入内という異例中の異例がいかに不謹慎なことであるかを表している。貴族たちの顰蹙を反映して、藤原実資はその日記『小右記』長徳3年6月22日条に、「天下不甘心」の語を記している。
長保元年11月7日（999年12月17日）、一条天皇の第一皇子・敦康親王を出産。長保2年2月25日（1000年4月2日）、女御・藤原彰子が新たに皇后に冊立され「中宮」を称し、それまで「中宮」を称していた定子は「皇后宮」と称し、史上はじめての「一帝二后」となった。当時、三后のうち全員が出家していて、皇后が行なうべき宮中神事を行なう后がいなかったためという理由付けがなされている。同年の暮れ、定子は第二皇女・媄子内親王を出産した直後に死去し、生前の希望から鳥辺野の南のあたりに土葬された。陵墓は京都市東山区今熊野泉山町の泉涌寺境内北にある鳥辺野陵（）とされている。
死に臨んで定子が書き残した遺詠「夜もすがら契りし事を忘れずは　こひむ涙の色ぞゆかしき」は、『後拾遺和歌集』に哀傷巻頭歌として収められ、また、鎌倉時代初めに編まれた小倉百人一首の原撰本『百人秀歌』にも採られている。
定子の死後、中関白家（父・兼家と弟・道長の中継ぎの関白という意味）は人望に欠け没落の一途をたどった。敦康親王が、后腹の第一皇子でありながら即位できなかったのも、それが一因である。定子が儲けた3人の子は、はじめ東三条院詮子が媄子内親王を、定子の末妹・御匣殿が脩子内親王と敦康親王を養育した。女院と御匣殿が相次いで死去した後、敦康親王は父帝の政治的配慮で中宮・彰子に、両内親王は母后の実家にそれぞれ別れて引き取られたという。このうち媄子内親王は生来病弱で9歳にして夭折、敦康親王はたびたび立太子の話題に上りながらその都度に有力な外戚のいないことを口実に退けられ、ついに「世の中をおぼし嘆きて」没したという。脩子内親王のみ54歳の天寿を全うしたが、生涯独身であった。定子の後裔は敦康親王の一人娘・嫄子女王が後朱雀天皇との間に生んだ2人の皇女（ともに未婚）を最後に絶えることとなった。
年次上『枕草子』最後の章段にあたるのは、長保2年5月5日の菖蒲の節句における定子身辺の動きである。『日本紀略』では6月25日、一条天皇の内裏より、「仁王会、皇后宮行香」が命じられていたことが記され、8月8日から27日の間に内裏滞在、10月より11月にかけて頻繁に一条天皇の下命による修法（10月6日度者50人を賜う）、『栄花物語』11月の五節で清少納言が活躍、そして定子の死（前日に歩障雲出現して東三条院詮子の身のほうが危ぶまれた）と葬送（12月27日六波羅蜜寺より鳥辺野へ棺を移して土葬）の記録へ続く。
一条天皇が定子の死に接し「皇后宮已頓逝甚悲」＜皇后宮、已（）に頓逝すること、甚だ悲し＞と語った相手は、天皇と同じく一人っ子で父親の縁が薄い藤原行成である（『権記』長保2年12月16日条）。4日後の12月20日条には「参内、候御前。所仰事甚多、中心難忍者也」＜内裏に参り、御前に候ず。仰せらるる事、甚だ多し。中心、忍び難き者なり。＞ともある。行成はまた幼き敦康親王を託された相手の一人でもある。
『新古今集』雑歌には悄然な孤独感漂う「いにしへの海人やけぶりとなりぬらむ　ひとめも見えぬ塩釜の浦」が詠歌の時期や背景などすべて不明ながら「屏風歌」として「一条院皇后宮」の作者名で初出。宮城県塩竈市西町（鹽竈海道）に歌碑が所在。
京都市中京区室町通二条下ルの藤原定子の里第（二条北宮と呼ばれ、藤原伊周の二条第が南側にあった）と思われるあたりで、2024年9月4日に京都市内にとってこれが27か所目となる顕彰碑の除幕式が行われ、公益財団法人古代学協会が顕彰碑と説明板を設置した。

## 関連作品

### 小説
定子が主人公、および登場人物の小説
- 円地文子『なまみこ物語』新潮文庫・講談社文芸文庫ほか
- 安西篤子『悲愁中宮』読売新聞社・集英社文庫ほか
- 河原撫子『雪のささやき』彩図社ぶんりき文庫
- 石丸晶子「藤原定子」（『歴史に咲いた女たち―平安の花』の一章）廣済堂出版
- 高橋政光『一条天皇と中宮定子』創英社
- 秋山香乃『無間繚乱』徳間書店

清少納言が主人公の小説
- 田辺聖子『むかし・あけぼの―小説枕草子』角川文庫ほか
- 三枝和子『小説清少納言―諾子の恋』福武文庫ほか
- 長谷川美智子『千年の恋文―小説清少納言』新風舎
- 宮本あや子『砂子のなかより青き草』平凡社
- 瀬戸内寂聴『月の輪草子』講談社
- 冲方丁『はなとゆめ』角川書店
- 福田裕子『枕草子 平安女子のキラキラノート』角川つばさ文庫

その他の小説
- 瀬戸内晴美『煩悩夢幻』角川文庫ほか
- 永井路子『この世をば』新潮文庫ほか
- 杉本苑子『散華―紫式部の生涯』中公文庫ほか
- 結城光流『少年陰陽師』角川ビーンズ文庫ほか
- 冲方丁『月と日の后』PHP研究所

### 漫画
- 田中雅子『藤原定子』（ロマン・コミックス人物日本の女性史9）世界文化社
- 河村恵利『枕草子』秋田書店
- くずしろ『姫のためなら死ねる』竹書房
- かかし朝浩『暴れん坊少納言』（ガムコミックス・プラス）ワニブックス
- 江平洋巳『恋ひうた 和泉式部異聞』フラワーコミックス
- PEACH-PIT『清少納言と申します』講談社コミックス
- そにしけんじ『ねこねこ日本史』日本実業出版社
- D・キッサン『神作家・紫式部のありえない日々』一迅社

### テレビドラマ
- 『光る君へ』（2024年、NHK大河ドラマ）演 : 高畑充希[17]